# Enzo Lombardo
Enzo Lombardo (Bari, 8 agosto 1938 – Roma, 13 maggio 2005) è stato uno statistico italiano.

## Biografia
Si laurea in Scienze statistiche e demografiche nel 1962 presso l'Università di Roma La Sapienza.
Nel corso degli anni settanta, dopo una breve parentesi di insegnamento nell'Università di Mogadiscio, diventa Direttore del Dipartimento di Economia nell'Università della Calabria e poi Direttore dell'Istituto di Demografia e Statistica nell'Università di Napoli. Nel 1983 è professore di Statistica nell'all'Università di Roma La Sapienza.
Nel gennaio 1989 fonda, e successivamente dirige fino al 2005, la rivista Induzioni, demografia, probabilità, statistica a scuola.

## Pubblicazioni

### Volumi
- E. Lombardo, L'analisi demografica nella programmazione regionale, Siena, Monte dei Paschi, 1971;
- E. Lombardo e M. La Torre, Matematica dell'incerto. Un linguaggio per capire la realtà, Loescher 1987;
- E. Lombardo e A. Zuliani, Statistica per esempi. Per la scuola., La Nuova Italia 1988 (pubblicato poi dall'Istat on line in una versione aggiornata);
- E. Lombardo, Gli italiani in cifre. Quanti eravamo, quanti siamo, quanti saremo, La Nuova Italia 1989;
- M. Di Bacco ed E. Lombardo, Fatti e congetture: statistica e calcolo delle probabilità, La Nuova Italia, 1991;
- E. Lombardo, I dati statistici in pedagogia. Esplorazione e analisi, La Nuova Italia 1993;
- E. Lombardo, Analisi esplorativa dei dati statistici. Materiali per una introduzione, Roma, Kappa 1994;
- E. Lombardo, M.G. Ottaviani, M.A. Pannone, Censimento a scuola: guida per gli insegnanti delle scuole elementari, Roma, Istat-Ufficio Comunicazione, 2001;
- E. Lombardo, Fatti e congetture. Esplorazione dei dati statistici, Roma, Kappa, 2005;
- E. Lombardo, Pillole di matematica. Vitamine per la mente. Roma, Kappa, 2007.